# Paul Petit (pilote)
 (juin 2018).
 (juin 2018).
Si vous disposez d'ouvrages ou d'articles de référence ou si vous connaissez des sites web de qualité traitant du thème abordé ici, merci de compléter l'article en donnant les références utiles à sa vérifiabilité et en les liant à la section « Notes et références ».
Pour les articles homonymes, voir Petit et Paul Petit (homonymie).
Paul Petit, né le 10 mai 1993 à Guéret (Creuse), est un pilote automobile français. Il finit à deux reprises sur les podiums finaux d’Europe en LMP3 et LMP2 et a décroché un podium aux 24 heures de Spa.

## Biographie

### Début de carrière (2011-2013)
Fils du pilote Pierre Petit, Paul Petit côtoie dès l'enfance le sport automobile puisque son père, à l'issue de sa carrière, a ouvert une école de pilotage de monoplaces. C'est donc avec celles-ci, en Formule Renault sur le circuit de Mornay, qu'il fait ses premiers tours de roue dès l'âge de douze ans. Soucieux de réussir ses études, il ne passe pas par le karting mais débute directement en 2011 par le championnat de France de Formule 4 en participant à quatorze courses. Il termine cette saison de rookie au seizième rang, avec six points.
En 2012, il intègre la structure d'Arnaud Tanguy Arta Engineering en Formule Renault 2.0 ALPS (abrégé en FR2.0-10) et participe à deux courses dont une sur le Grand Prix de Pau. Cette même année, il participe au Trophée Andros électrique sur une Skoda Andros Car 03 - Evo 2. En deux courses, il termine une fois sur le podium.
En 2013, il s'engage pour trois courses dans la Peugeot Racing Cup France avec l'écurie Peugeot RCZ Sport.

### Débuts en prototype (2014-2015)
C'est en 2014 qu'il fait ses débuts en sport-prototype en participant au championnat VdeV Endurance au sein de l'équipe créée par son père, le Mornay Motorsport, au volant d'une Ligier JS53 Evo. Il participe à sept courses et se classe 20e avec 36,5 points pour sa première saison. En 2015, il est repéré et recruté par le Graff Racing pour rouler dans la catégorie Challenge Endurance Proto du championnat VdeV sur une Ligier JS53 Evo2. Il marque 19,5 points en trois courses. En 2016, il effectue plusieurs piges en VdeV Challenge Endurance Proto, toujours pour le Graff Racing avant de participer au Road to Le Mans, la course d'ouverture des 24 Heures du Mans sur une Ligier JS P3. Il termine la course en 12e position.

### Débuts Professionnel LMP3 ELMS (2016)
Graff Racing s'engage en 2016 dans le championnat European Le Mans Series dans la catégorie LMP3 et confie l'un de ses deux prototypes à un équipage de pilotes français composé d'Eric Trouillet, Enzo Guibbert et Paul Petit. Dès la première course, à Silverstone, le pilote limousin monte sur la troisième marche du podium à l'issue d'une course de 4 heures très disputée. La course suivante sur le circuit d'Imola lui porte moins chance mais il se reprend dès les 4 Heures du Red Bull Ring qu'il termine à la troisième place. La consécration vient aux 4 Heures du Castellet où l'équipage Guibbert-Petit-Trouillet remporte la course et enchaine sur une seconde victoire aux 4 Heures de Spa-Francorchamps, après avoir pris le point de la pole position. Une deuxième place lors de la dernière course à Estoril lui assure la deuxième place au championnat pour sa première saison au haut niveau européen.

### Dans la cour des grands en LMP2 (2017-2018) et débuts en GT (2019-2021)
Paul Petit rejoint l'année suivante l'échelon supérieur et dispute sa première saison en LMP2 dans le championnat European Le Mans Series, toujours avec le Graff Racing. Avec 57 points, il termine cette première saison de LMP2 à la 5e place. En 2018, Paul Petit quitte le Graff Racing et rejoint l'écurie de GP2 Racing Engineering, toujours en European Le Mans Series. Il finira sur le podium final pour la deuxième fois avec ses deux équipiers français Olivier Pla et Norman Nato, il s'impose dès la première course, à savoir les 4 Heures du Castellet , avant d’enchaîner un nouveau podium en Autriche sur le circuit du Red Bull Ring.
Paul Petit oriente ensuite sa carrière en GT, notamment en GT3 au GT WORLD Challenge, en passant également en 2020 par la scène nationale, le FFSA GT4, où il réalisera 8 podiums dont 2 victoires. Il réalise notamment en 2021 un podium aux 24 heures de SPA avec une deuxième place. Il terminera cette saison par un podium également sur le circuit du Nurburgring. Depuis ses débuts en 2016, Paul Petit a signé 17 podiums et victoires en 37 courses.

### Activités télévisuelles (2021-2022)
En 2021, il rejoint La chaîne L'Équipe comme commentateur consultant lors de la diffusion des 24 Heures du Mans. Il devient ensuite, à partir de 2022, commentateur consultant lors des courses de Formule E aux côtés des commentateurs en alternance Peter Anderson et Adrien Paviot.

## Résultats depuis 2012

### Résultats en monoplace et prototypes
| Saison | Championnat                             | Écurie             | Courses | Victoires | Pole positions | Meilleurs tours | Podiums | Points | Classement |
| ------ | --------------------------------------- | ------------------ | ------- | --------- | -------------- | --------------- | ------- | ------ | ---------- |
| 2011   | Championnat de France F4                | Auto Sport Academy | 14      | 0         | 0              | 0               | 0       | 0      | 16e        |
| 2012   | Trophée Andros                          | Skoda              | 2       | 0         | 0              | 0               | 0       | 1      |            |
| 2012   | Formula Renault 2.0 Alps                | Arta Engineering   | 2       | 0         | 0              | 0               | 0       | 0      |            |
| 2013   | Peugeot RCZ                             | Peugeot RCZ Sport  | 3       | 0         | 0              | 0               | 0       | 0      |            |
| 2014   | VdeV Endurance Series                   | Mornay Motorsport  | 7       | 0         | 0              | 0               | 0       | 0      | 20e        |
| 2015   | VdeV Endurance Series                   | Graff Racing       | 3       | 0         | 0              | 0               | 0       | 0      | 29e        |
| 2016   | Road to Le Mans                         | Graff Racing       | 1       | 0         | 0              | 0               | 0       | 0      | 12e        |
| 2016   | European Le Mans Series (LMP3)          | Graff Racing       | 6       | 2         | 1              | 0               | 4       | 93     | 2e         |
| 2017   | European Le Mans Series (LMP2)          | Graff Racing       | 6       | 0         | 0              | 0               | 2       | 57     | 5e         |
| 2018   | European Le Mans Series (LMP2)          | Racing Engineering | 6       | 1         | 0              | 0               | 0       | 1      | 3e         |
| 2019   | Blancpain GT Series Endurance Cup       | Team WRT           | 3       | 0         | 0              | 0               | 0       | 23     | 16e        |
| 2019   | Intercontinental GT Challenge           | Team WRT           | 1       | 0         | 0              | 0               | 0       | 0      | 34e        |
| 2020   | Championnat de France FFSA GT - Pro-Am  | AKKA-ASP Team      | 12      | 2         | 1              | 0               | 8       | 187    | 4e         |
| 2021   | GT World Challenge Europe Endurance Cup | Toksport WRT (en)  | 4       | 0         | 0              | 0               | 2       |        |            |
| 2021   | Intercontinental GT Challenge           | Toksport WRT (en)  | 1       | 0         | 0              | 0               | 0       | 2      | 20e        |